# Rakim
Rakim, właściwie Rakim Allah, pierw. William Michael Griffin Jr. (ur. 28 stycznia 1968 w Nowym Jorku) – amerykański raper i poeta. Znany jako połowa duetu Eric B. & Rakim.

## Życiorys
Rakim dorastał w Wyandanch w Nowym Jorku, gdzie zainteresował się rapem. Pojawił się na nowojorskiej scenie w dosyć młodym wieku. Razem z Erikiem B. nagrał utwór "Eric B. Is President" w domu Marley Marla.
Kiedy Rakim skończył szesnaście lat, wstąpił do The Nation of Gods and Earths i zmienił imię na Rakim Allah.

### Eric B. & Rakim
W 1986 Rakim rozpoczął współpracę z Erikiem B. Ich singiel "Eric B. Is President" odniósł sukces, co pozwoliło im podpisać kontrakt z wytwórnią płytowa 4th & B'way. W 1987 wydali swój pierwszy album Paid in Full.

### Kariera solowa
Duet rozpadł się w 1992, wydając wcześniej jeszcze trzy albumy: Follow the Leader, Let The Rhythm Hit 'Em i Don't Sweat The Technique. Ze względów prawnych, Rakim nie mógł wydać solowego albumu przez następne pięć lat. W 1997 wydał swój pierwszy solowy album The 18th Letter, a w 1999 wydał swój drugi solowy album The Master.
Rakim w 2000 podpisał kontrakt z wytwórnią Dr. Dre Aftermath Entertainment na wydanie albumu roboczo zatytułowanego Oh, My God. Premiera albumu była wielokrotnie przekładana. W międzyczasie Rakim wystąpił gościnnie w utworach "Addictive" amerykańskiej piosenkarki R&B o pseudonimie Truth Hurts, "The Watcher Pt. 2" rapera Jay-Z i nagrał utwór "R.A.K.I.M." na ścieżkę dźwiękową do filmu 8. Mila. Jednak w 2003 Rakim opuścił Aftermath i podpisał kontrakt z wytwórnią DreamWorks, lecz niedługo później ją opuścił.
17 listopada 2009 ukazał się jego trzeci solowy album zatytułowany The Seventh Seal.

## Dyskografia

### Albumy solowe
- The 18th Letter (1997)
- The Master (1999)
- The Seventh Seal (2009)
- G.O.D.’s Network (Reb7rth) (2024)

### Eric B. & Rakim
- Paid in Full (1987)
- Follow the Leader (1988)
- Let the Rhythm Hit 'Em (1990)
- Don't Sweat the Technique (1992)

### Kompilacje
- The Archive: Live, Lost & Found (2008)